# Gare de Monéteau - Gurgy
La gare de Monéteau - Gurgy est une gare ferroviaire française de la ligne de Laroche-Migennes à Cosne, située sur le territoire de la commune de Monéteau, dans le département de l'Yonne, en région Bourgogne-Franche-Comté.
Elle est mise en service en 1855 par la Compagnie du chemin de fer de Paris à Lyon (PL). C'est une halte ferroviaire de la Société nationale des chemins de fer français (SNCF) desservie par les trains du réseau TER Bourgogne-Franche-Comté.

## Situation ferroviaire
Établie à 103 m d'altitude, la gare de Monéteau - Gurgy est située au point kilométrique (PK) 168,260 de la ligne de Laroche-Migennes à Cosne, entre les gares de Chemilly - Appoigny et d'Auxerre-Saint-Gervais. C'est une ancienne gare de bifurcation, aboutissement de la ligne de Saint-Florentin - Vergigny à Monéteau - Gurgy (fermée)
Elle est équipée de deux quais : le quai « 1 » dispose d'une longueur utile de 118 m pour la voie « directe », le quai « 2 » d'une longueur utile de 117 m pour la voie « E » (évitement).

## Histoire
La station de Monéteau est mise en service par la Compagnie du chemin de fer de Paris à Lyon (PL) le 11 août 1855, lors de l'inauguration de son embranchement de Laroche à Auxerre.
Le 1er juin 2009 la gare devient un « point d'arrêt », le guichet est fermé et un distributeur automatique de titres de transports installé sur le quai. Elle conserve néanmoins le personnel nécessaire au fonctionnement des aiguilles permettant l'utilisation de la voie de croisement et à la surveillance du départ des trains desservant la gare.

## Service des voyageurs

### Accueil
Halte SNCF, c'est un point d'arrêt non géré (PANG) à accès libre. Elle est équipée d'un automate pour l'achat de titres de transport.

### Desserte
Monéteau - Gurgy est desservie par des trains TER Bourgogne-Franche-Comté qui effectuent des missions entre les gares d'Auxerre-Saint-Gervais et de Laroche - Migennes, ou des Laumes - Alésia, ou de Dijon-Ville.

### Intermodalité
Le stationnement des véhicules est possible à proximité.